# 聖瑪麗斯鎮區 (堪薩斯州波特瓦特米縣)
聖瑪麗斯鎮區（英語：St. Marys Township）是位於美國堪薩斯州波特瓦特米縣的一個行政鎮區。

## 地方資料
聖瑪麗斯鎮區的面積為99.56平方千米，當中陸地面積為98.05平方千米，而水域面積為1.51平方千米。根據2010年美國人口普查的數據，當地共有人口3630人，而人口密度為每平方千米36.46人。

## 外部連結
- US-Counties.com
- City-Data.com （页面存档备份，存于）